# 谢文锦 (1894年)

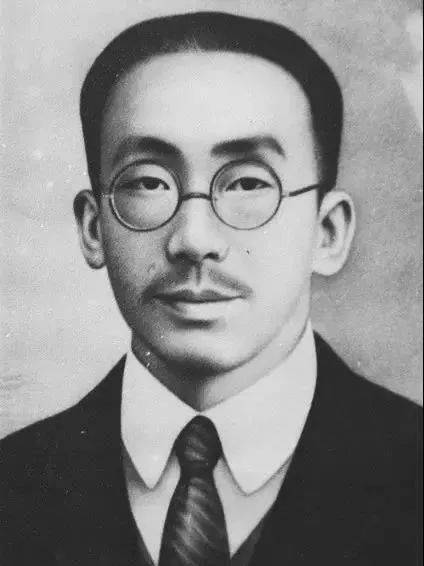
谢文锦近照

谢文锦（1894年3月3日—1927年4月13日），原名用秀，又名褧霞，浙江永嘉人。原中共南京地委书记，历任中共中央秘书、上海总工会党团成员、中共上海区执行委员会委员等职。

## 生平
1894年3月3日出生于浙江省永嘉县，1912年考入浙江省立第十中学校，1917年毕业于浙江省立第一师范学校，1918年回乡任岩头高等小学校长。1920年受浙江一师被当局解散、校长经亨颐被迫离职触动，于當年夏天來到上海，在《新青年》编辑部工作，期间入读上海外国语学社并加入上海社会主义青年团。1921年被派往莫斯科东方大学学习，1922年12月7日在苏维埃俄国加入中国共产党。1924年7月上旬回国，任中共上海地方执行委员会委员、秘书兼组织部主任，期间担任鲍罗廷的翻译，并任中共中央秘书；同年秋至12月，创建中共温州独立支部。五卅惨案后，任上海总工会总务科副主任，同年9月被选为上海总工会党团成员。1926年4月任中共上海区委委员，先后任曹家渡、杨树浦区委书记。7月调任中共南京地委书记。1927年2月，被选为上海区委委员，参加了上海工人三次武装起义组织领导工作。1927年4月10日夜，主持召开中共南京地委紧急扩大会议时被捕，三天后被處決。

## 作品
- 《列宁与农民》，《新青年》纪念列宁专号，1925年4月
- 《光明赞》（《同志们勇敢地前进》），与萧三合译